# Reflexivitás (közgazdaságtan)
A reflexivitás a globális pénzpiac működését leíró paradigma, mely szerint a piaci egyensúly a piaci szereplők szubjektív döntései és a piaci fundamentumok egymást folyamatosan befolyásoló kölcsönhatása útján alakul ki. A reflexivitás paradigmája tagadja azt az elméleti és a nemzetközi pénzügyi rendszer irányítása során gyakran – hallgatólagosan – elfogadott tételt, mely szerint a pénzpiacok mindig az egyensúlyi helyzet felé tartanak.

## A reflexivitás elméletének kidolgozása
A reflexivitás elméletét Soros György milliárdos dolgozta ki első munkájában, a Pénz alkímiájában (1987). Sorost egyrészt egyéni életútjának sorsfordító eseményei, helyzetei, másrészt befektetési tapasztalatai predesztinálták fontos pénzügyi összefüggések felismerésére. Fiatalemberként tapasztalta azt, hogy Magyarország német megszállásával bekövetkezett az, ami addig a legtöbb magyar zsidó számára elképzelhetetlen volt: a zsidók üldözése. A Fortune Magazin riporterének így nyilatkozott erről: „Az én világlátásomat a második világháborús tragikus tapasztalatai formálták. Amikor Magyarországot megszállta a Náci Németország, és deportálták a zsidókat Auschwitzba, én elég szerencsés voltam azzal, hogy édesapám megértette, hogy ez egy nem szokásos helyzet. Hogy ez távol áll az egyensúlyi állapottól. Ha követed azokat a szabályokat, amelyeket általában követsz, akkor meghalsz. Ez volt az én tapasztalatom a második világháborúról, és alapvetően ezt a tapasztalatot alkalmaztam mind a globális pénzpiacot, mind pedig politikai nézeteimet tekintve.” ("[My] view of the world, I would say, was formed very much in the traumatic experience in the Second World War when Hungary was occupied by Nazi Germany and they were deporting Jews to Auschwitz," Soros told me. "I was lucky enough to have a father who understood that this is not normalcy. This is far from equilibrium. And if you go by the rules that you normally go by, you're going to die. I learned from a grand master in the Second World War, and I basically applied this view of the world to the financial markets and also to my political vision.").
Később, a London School of Economics hallgatójaként foglalkozott már ezzel a kérdéssel. Karl Popper filozófiája hatással volt rá, és ennek következményeként kritikusan szemlélte a tökéletes verseny elméletét igazolni próbáló hipotéziseket. Később Soros jelentős pénzügyi alapok kezelőjeként, közvetlen érintettként láthatta a globális pénzpiac működését, az elmélet és a gyakorlat összefüggését. Ez csak megerősíthette abban, hogy a pénzpiacok egyensúlyi állapotra törekvése soha nem létezett. Soros számára mindezek mellett az is lehetővé tette ennek a fontos összefüggésnek a felismerését, hogy sikeres befektető tevékenysége következtében milliárdossá vált, így véleményének a fősodrú közgazdasággal szemben könnyebben  hangot adhatott. Azt vallja, hogy nagyon fiatalon megtanulta azt, hogy a hamis feltevésekre alapozott ideológiák igenis megváltoztathatják a (társadalmi) valóságot.

## A reflexivitás elmélete
A valóság tapasztalati érzékelését (percepció) és a valóságot kétirányú, reflexív kapcsolat köti össze. Ez kezdetben önerősítő, majd végül önpusztító fellendülés/hanyatlás folyamatok, illetve buborékok kialakulását eredményezheti. 
A reflexivitás elmélete jellegében eltér az egyensúlyelmélettől, mely a popperi tudományos módszer szerint a tudományos elméletek közé sorolja magát. A természettudományokhoz hasonlóan egyetemes érvényességű megállapításokat kínál. Ezzel szemben a reflexivitás elmélete tagadja azt, hogy a pénzpiacok működésével kapcsolatosan természettudományos jellegű megállapításokat lehetne tenni. A tudományos elméletek szokásos jellegétől eltérően a reflexivitás elmélete nagyobb biztonsággal tudja magyarázni a már megtörtént eseményeket, mint ahogy ezen elmélet alapján az eseményeket előre lehetne jelezni. Így ennek a felismerésnek a birtokában a társadalomtudósoknak, ezen belül a közgazdászok gyökeresen meg kellene változtassák módszertanaikat. Minden kialakuló buborék egy valóságon alapuló trendre, illetve a trendhez kapcsolódó téveszmére bontható. Ez a két elem pedig reflexív kölcsönhatásban áll egymással. 
Soros György az elmélet megalapozása kapcsán megkülönbözteti a világ megértésére, megismerésére irányuló észlelő (kognitív) és a világ befolyásolására, megváltoztatására irányuló cselekvő (manipulatív) funkciót. Fontos meglátása szerint a két funkció elszigeteltségéből nem indulhatunk ki. A megfigyelt társadalmi jelenségek – így a pénzpiacokon részt vevők – személyére semmiképpen sem érvényes a két funkció elszigeteltsége. Ha ez igaz, akkor a két funkció kölcsönhatásra lép egymással. Így a szereplők döntéseiket nem alapozhatják kizárólag ismeretekre, a tudásra, hanem a jövőbeli eshetőségekkel is számolniuk kell. Ezen a ponton Soros György reflexivitás elmélete lényegében a játékelmélet gyakorlati alkalmazhatóságának felfedezését jelenti a társadalomtudományok általános módszertana kérdésében. Soros hangsúlyozza, hogy a pénzpiacon domináns szerepet játszó szintetikus eszközök és értékelési modellek a racionális elvárások téves elméletén alapulnak. A reflexivitás elméletének alkalmazása elől elzárkózó, a tudományos kutatás egységességét valló közgazdaságtan azonban  lehetetlenné teszi a társadalmi események természeti eseményektől lényegükben eltérő jellegzetességeinek kutatását. 

### Az alapvető gyarlóság posztulátuma
Soros tétele szerint a tévedés elkerülhetetlen. A végső igazság az emberi elme számára elérhetetlen, azok az ideológiák, amelyek ilyet ígérnek, törvényszerűen tévednek.

## A reflexivitás elméletének alkalmazása
Soros György szerint a fősodrú közgazdaságtan, számos ellentartó érdek fogságában, nem képes jelenleg befogadni és alkalmazni ezeket a felismeréseket. A globalitás irányában változó világunk új jelenségei szerinte újfajta szemlélet, új vizsgálati módszerek alkalmazását tennék szükségessé; ezek alkalmazása pedig sérti a már kialakult érdekviszonyokat. Annak feltételezése, hogy a piacok egyensúlyra törekszenek, Soros meglátása szerint olyan politikák igazolására szolgál, melyek szabad kezet akarnak adni a pénzpiacoknak. Amennyiben a közgazdászok hajlandóak lennének elfogadni a reflexivitás elméletét, ezzel saját jelentőségüket is leértékelnék és egyben a valóság manipulálásának lehetőségét is akadályoznák. 